# Liste des œuvres de H. P. Lovecraft
Cette page détaille la bibliographie de l'écrivain américain H. P. Lovecraft.

## Nouvelles
Les nouvelles de Lovecraft sont traditionnellement divisées en trois cycles : les Histoires macabres (≈ 1917-1927), le Cycle du rêve (≈ 1918-1927) et le Mythe de Cthulhu (≈ 1926-1935). Certaines des Histoires macabres, écrites sans lien entre elles, sont (ou non) rattachées rétrospectivement au Mythe de Cthulhu, selon les interprétations de différents auteurs, du fait des références ou réutilisations d'éléments plus anciens par Lovecraft d'un texte à l'autre.

### Histoires macabres
| Titre français                   | Titre original                                         | Rédaction                | Première parution          |
| -------------------------------- | ------------------------------------------------------ | ------------------------ | -------------------------- |
| La Tombe                         | The Tomb                                               | juin 1917                | mars 1922                  |
| Dagon                            | Dagon                                                  | juillet 1917             | novembre 1919              |
| La Transition de Juan Romero     | The Transition of Juan Romero                          | septembre 1919           | 1944                       |
| Le Témoignage de Randolph Carter | The Statement of Randolph Carter                       | décembre 1919            | mai 1920                   |
| La Rue                           | The Street                                             | 1919                     | décembre 1920              |
| Le Terrible Vieillard            | The Terrible Old Man                                   | janvier 1920             | juillet 1921               |
| Le Temple                        | The Temple                                             | 1920                     | septembre 1925             |
| Arthur Jermyn                    | Facts Concerning the Late Arthur Jermyn and His Family | 1920                     | mars-juin 1921             |
| De l'au-delà                     | From Beyond                                            | 1920                     | juin 1934                  |
| L'Image dans la maison déserte   | The Picture in The House                               | décembre 1920            | été 1921                   |
| La Cité sans nom                 | The Nameless City                                      | janvier 1921             | novembre 1921              |
| La Tourbière hantée              | The Moon-Bog                                           | mars 1921                | juin 1926                  |
| Je suis d'ailleurs               | The Outsider                                           | mars-août 1921           | avril 1926                 |
| La Musique d'Erich Zann          | The Music of Erich Zann                                | décembre 1921            | mars 1922                  |
| Herbert West, réanimateur        | Herbert West Reanimator                                | octobre 1921 – juin 1922 | février-juillet 1922fmemor |
| La Peur qui rôde                 | The Lurking Fear                                       | novembre 1922            | janvier-avril 1923         |
| Le Molosse                       | The Hound                                              | septembre 1922           | février 1924               |
| Les Rats dans les murs           | The Rats in The Walls                                  | août-septembre 1923      | mars 1924                  |
| L'Indicible                      | The Unnamable                                          | septembre 1923           | juillet 1925               |
| Le Festival                      | The Festival                                           | octobre 1923             | janvier 1925               |
| La Maison maudite                | The Shunned House                                      | octobre 1924             | octobre 1937               |
| Horreur à Red Hook               | The Horror at Red Hook                                 | août 1925                | janvier 1927               |
| Lui                              | He                                                     | août 1925                | septembre 1926             |
| Dans le caveau                   | In The Vault                                           | septembre 1925           | novembre 1925              |
| Air froid                        | Cool Air                                               | mars 1926                | mars 1928                  |
| Le Modèle de Pickman             | Pickman’s Model                                        | septembre 1926           | octobre 1927               |
| Le Peuple ancien                 | The Very Old Folk                                      | novembre 1927            | 1940                       |
| Le Clergyman maudit              | The Evil Clergyman                                     | 1933                     | avril 1939                 |

### Cycle du rêve
| Titre français                         | Titre original                     | Rédaction     | Première parution |
| -------------------------------------- | ---------------------------------- | ------------- | ----------------- |
| Polaris                                | Polaris                            | 1918          | décembre 1920     |
| Par-delà le mur du sommeil             | Beyond the Wall of Sleep           | 1919          | octobre 1919      |
| Le Bateau blanc                        | The White Ship                     | 1919          | novembre 1919     |
| La Malédiction de Sarnath              | The Doom That Came to Sarnath      | 1920          | juin 1920         |
| L'Arbre                                | The Tree                           | 1920          | octobre 1921      |
| Les Chats d'Ulthar                     | The Cats of Ulthar                 | juin 1920     | novembre 1920     |
| Celephaïs                              | Celephaïs                          | novembre 1920 | mai 1922          |
| Ex Oblivione                           | Ex Oblivione                       | 1920 ou 1921  | mars 1921         |
| La Quête d'Iranon                      | The Quest of Iranon                | février 1921  | juillet-août 1935 |
| Les Autres Dieux                       | The Other Gods                     | août 1921     | novembre 1933     |
| Hypnos                                 | Hypnos                             | mars 1922     | mai 1923          |
| La Clef d'argent                       | The Silver Key                     | 1926          | janvier 1929      |
| L'Étrange maison haute dans la brume   | The Strange High House in The Mist | novembre 1926 | octobre 1931      |
| La Quête onirique de Kadath l'inconnue | The Dream-Quest of Unknown Kadath  | 1926-1927     | 1943              |

### Mythe de Cthulhu
| Titre français                         | Titre original                  | Rédaction            | Première parution |
| -------------------------------------- | ------------------------------- | -------------------- | ----------------- |
| L'Appel de Cthulhu                     | The Call of Cthulhu             | été 1926             | février 1928      |
| Le Descendant                          | The Descendant                  | 1927                 | 1938              |
| La Couleur tombée du ciel              | The Colour out of Space         | mars 1927            | septembre 1927    |
| L'Affaire Charles Dexter Ward          | The Case of Charles Dexter Ward | 1927                 | 1941              |
| Histoire du Necronomicon               | History of the Necronomicon     | 1927                 | 1938              |
| L'Abomination de Dunwich               | The Dunwich Horror              | 1928                 | avril 1929        |
| Celui qui chuchotait dans les ténèbres | The Whisperer in Darkness       | février 1930         | août 1931         |
| Les Montagnes hallucinées              | At the Mountains of Madness     | 1931                 | 1936              |
| Le Cauchemar d'Innsmouth               | The Shadow Over Innsmouth       | 1931                 | 1936              |
| La Maison de la sorcière               | The Dreams in the Witch House   | janvier-février 1932 | juillet 1933      |
| Le Monstre sur le seuil                | The Thing on the Doorstep       | août 1933            | janvier 1937      |
| Dans l'abîme du temps                  | The Shadow Out of Time          | 1934-1935            | 1936              |
| Celui qui hantait les ténèbres         | The Haunter of the Dark         | novembre 1935        | décembre 1936     |

## Poèmes
liste non exhaustive 
| Fungi de Yuggoth | Fungi from Yuggoth (en) |

## Poèmes en prose
| Titre français        | Titre original       | Rédaction | Première parution |
| --------------------- | -------------------- | --------- | ----------------- |
| Souvenir              | Memory               | 1919      | juin 1919         |
| Nyarlathotep          | Nyarlathotep         | 1920      | novembre 1920     |
| Ce qu'apporte la lune | What The Moon Brings | juin 1922 | mai 1923          |
| Azathoth              | Azathoth             | juin 1922 | 1938              |
| Le Livre              | The Book             | 1933 ?    | 1938              |

## Parodies et pastiches
| Titre français                        | Titre original                       | Rédaction    | Première parution |
| ------------------------------------- | ------------------------------------ | ------------ | ----------------- |
| Quelques souvenirs sur le Dr. Johnson | A Reminiscence of Dr. Samuel Johnson | 1917         | septembre 1917    |
| Old Bugs                              | Old Bugs                             | 1919         | 1959              |
| Douce Ermengarde                      | Sweet Ermengarde                     | 1919-1921 ?  | 1943              |
| Ibid                                  | Ibid                                 | 1927 ou 1928 | janvier 1938      |
| Alfredo, une tragédie                 | Alfredo, A Tragedy                   | 1935 ?       | 1966              |

## Œuvres de jeunesse
| Titre français               | Titre original                          | Rédaction      | Première parution |
| ---------------------------- | --------------------------------------- | -------------- | ----------------- |
| —                            | The Noble Eavesdropper                  | 1897           | —                 |
| La Petite Bouteille de verre | The Little Glass Bottle                 | 1896           | 1959              |
| La Caverne secrète           | The Secret Cave, or John Lees Adventure | 1898           | 1959              |
| Le Mystère du cimetière      | The Mystery of the Grave-Yard           | vers 1898-1899 | 1959              |
| La maison hantée             | The Haunted House                       | avant 1902     | —                 |
| John, le détective           | John, the Detective                     | avant 1902     | —                 |
| Le Vaisseau mystérieux       | The Mysterious Ship                     | 1902           | 1959              |
| La Bête de la caverne        | The Beast in the Cave                   | 1904-1905      | juin 1918         |
| —                            | The Picture                             | 1907           | —                 |
| L'Alchimiste                 | The Alchemist                           | 1908           | novembre 1916     |

## Collaborations
| Titre français                            | Titre original                                    | Rédaction                 | Première parution | Avec                                                                        |
| ----------------------------------------- | ------------------------------------------------- | ------------------------- | ----------------- | --------------------------------------------------------------------------- |
| La Poésie et les Dieux                    | Poetry and the Gods                               | été 1920                  | septembre 1920    | Anna Helen Crofts                                                           |
| En rampant dans le chaos                  | The Crawling Chaos                                | 1920                      | avril 1921        | Elizabeth Neville Berkeley                                                  |
| La Verte prairie                          | The Green Meadow                                  | 1920                      | printemps 1927    | Elizabeth Neville Berkeley                                                  |
| Horreur à Martin Beach                    | The Horror at Martin's Beach                      | 1922                      | novembre 1923     | Sonia Greene                                                                |
| Cendres                                   | Ashes                                             | 1923                      | mars 1924         | Clifford Martin Eddy Jr.                                                    |
| Le Mangeur de spectres                    | The Ghost-Eater                                   | 1923                      | avril 1924        | Clifford Martin Eddy Jr.                                                    |
| Le Nécrophile                             | The Loved Dead                                    | 1923                      | mai-juillet 1924  | Clifford Martin Eddy Jr.                                                    |
| Prisonnier des pharaons                   | Imprisoned with the Pharaohs / Under the Pyramids | février 1924              | mai-juillet 1924  | Harry Houdini                                                               |
| Sourd, muet et aveugle                    | Deaf, Dumb and Blind                              | 1924                      | avril 1925        | Clifford Martin Eddy Jr.                                                    |
| Quatre heures                             | Four O'Clock                                      | 1924                      | 1949              | Sonia Greene                                                                |
| Deux bouteilles noires                    | Two Black Bottles                                 | 1926                      | août 1927         | Wilfrid Blanch Talman                                                       |
| Le Dernier examen                         | The Last Test                                     | 1927                      | novembre 1928     | Gustav Adolf Danziger                                                       |
| La Chose dans la clarté lunaire           | The Thing in the Moonlight                        | novembre 1927             | janvier 1941      | J. Chapman Miske                                                            |
| La Malédiction de Yig                     | The Curse of Yig                                  | 1928                      | novembre 1929     | Zealia Bishop                                                               |
| L'Exécuteur des hautes œuvres             | The Electric Executioner                          | 1928                      | août 1930         | Gustav Adolf Danziger                                                       |
| Le Tertre                                 | The Mound                                         | 1929                      | novembre 1940     | Zealia Bishop                                                               |
| L'Horreur venue des collines              | The Horror from the Hills                         | 1930                      | janvier-mars 1931 | Frank Belknap Long                                                          |
| Cassius                                   | Cassius                                           | 1930                      | novembre 1931     | Henry Saint-Clair Whitehead                                                 |
| Bothon                                    | Bothon                                            | 1930                      | 1946              | Henry Saint-Clair Whitehead                                                 |
| Le Piège                                  | The Trap                                          | 1931                      | mars 1932         | Henry Saint-Clair Whitehead                                                 |
| La Chevelure de Méduse                    | Medusa's Coil                                     | 1932                      | janvier 1939      | Zealia Bishop                                                               |
| L'Homme de pierre                         | The Man of Stone                                  | été 1932                  | octobre 1932      | Hazel Heald                                                                 |
| La Mort ailée                             | The Winged Death                                  | vers l'été 1932           | mars 1934         | Hazel Heald                                                                 |
| L'Horreur dans le musée                   | The Horror in the Museum                          | octobre 1932              | juillet 1933      | Hazel Heald                                                                 |
| À travers les portes de la clé d'argent   | Through the Gates of the Silver Key               | octobre 1932 – avril 1933 | juillet 1934      | Edgar Hoffmann Price                                                        |
| Hors du temps / Surgi du fond des siècles | Out of the Aeons                                  | vers août 1933            | avril 1935        | Hazel Heald                                                                 |
| L'Horreur dans le cimetière               | The Horror in the Burying-Ground                  | vers 1933-1934            | mai 1937          | Hazel Heald                                                                 |
| Les Sortilèges d'Aphlar                   | The Sorcery of Aphlar                             | 1934                      | décembre 1934     | Duane W. Rimel                                                              |
| Le Coffret scellé                         | The Sealed Casket                                 | 1934                      | mars 1935         | Richard F. Searight                                                         |
| L'Arbre sur la colline                    | The Tree on the Hill                              | 1934                      | septembre 1940    | Duane W. Rimel                                                              |
| Jusqu'à ce que toutes les mers            | Till All the Seas                                 | 1935                      | été 1935          | R. H. Barlow                                                                |
| Le Défi d'outre espace                    | The Challenge from Beyond                         | 1935                      | septembre 1935    | Catherine L. Moore, Abraham Merritt, Robert E. Howard et Frank Belknap Long |
| Le Déterré                                | The Disinterment                                  | 1935                      | janvier 1937      | Duane W. Rimel                                                              |
| Le Journal d'Alonso Typer                 | The Diary of Alonso Typer                         | 1935                      | février 1938      | William Lumley                                                              |
| Cosmos effondrés                          | Collapsing Cosmoses                               | 1935                      | 1938              | R. H. Barlow                                                                |
| Dans les murs d'Eryx                      | In the Walls of Eryx                              | janvier 1936              | octobre 1939      | Kenneth Sterling                                                            |
| Night Ocean / L'Océan de la nuit          | The Night Ocean                                   | été 1936                  | hiver 1936        | R. H. Barlow                                                                |
| Les Serviteurs de Satan                   | Satan's Servants                                  | ?                         | 1949              | Robert Bloch                                                                |
| -                                         | The Hoard of the Wizard-Beast                     | ?                         | octobre 1994      | R. H. Barlow                                                                |
| -                                         | The Slaying of the Monster                        | ?                         | octobre 1994      | R. H. Barlow                                                                |

## Essais et correspondance
- 1969 : Épouvante et Surnaturel en littérature (Supernatural Horror in Literature), Paris, Christian Bourgois.
- 1975 : Lettres d'Arkham, Paris, Glénat, coll. "Marginalia".
- 1978 : Lettres - Tome I (1914-1926), Paris, Christian Bourgois.
- 2009 : Lettres de 1929 (juillet à décembre), Alexis Brun, coll. "Lyre Press".

## Recueils et romans en langue française
L'ensemble des œuvres d'H. P. Lovecraft a été publié en 3 tomes aux éditions Robert Laffont dans la collection Bouquins.
- 1954 : La Couleur tombée du ciel - Denoël, coll. Présence du futur n°4
- 1954 : Dans l'abîme du temps - Denoël, coll. Présence du futur n°5
- 1955 : Démons et Merveilles - Deux Rives, coll. Lumières interdites
- 1956 : Par-delà le mur du sommeil - Denoël, coll. Présence du futur n°16
- 1961 : Je suis d'ailleurs - Denoël, coll. Présence du futur n°45
- 1969 : Dagon - Belfond, coll. Domaine fantastique
- 1971 : Le Rodeur devant le seuil ("collaboration" posthume d'August Derleth) - Christian Bourgois, coll. Dans l'épouvante
- 1971 : L'Ombre venue de l'espace ("collaboration" posthume d'August Derleth) - Robert Laffont
- 1972 : L'Affaire Charles Dexter Ward - J'ai lu, coll. Science-Fiction (court roman publié tout d'abord dans le recueil Par-delà le mur du sommeil)
- 1972 : Le Masque de Cthulhu ("collaboration" posthume d'August Derleth) - Christian Bourgois, coll. Dans l'épouvante
- 1975 : La Trace de Cthulhu ("collaboration" posthume d'August Derleth) - J'ai lu, coll. Science-Fiction
- 1975 : L'Horreur dans le musée (premier tome des révisions de Lovecraft) - Christian Bourgois
- 1975 : L'Horreur dans le cimetière (second tome des révisions de Lovecraft) - Christian Bourgois
- 1986 : Night Ocean - Belfond, coll. Les Porets de la nuit
- 1987 : Fungi de Yuggoth et autres poèmes fantastiques - Nouvelles Éditions Oswald (poèmes)
- 1995 : Le Cauchemar d'Innsmouth - J'ai lu, coll. Science-Fiction (regroupe 6 nouvelles publiées auparavant)
- 1995 : Les Autres dieux et autres nouvelles - Librio, coll. SF-Fantastique (regroupe 8 nouvelles déjà publiées)
- 1996 : Le Mythe de Cthulhu - J'ai lu, coll. Science-Fiction (regroupe 6 nouvelles déjà publiées)
- 1996 : La Quête onirique de Kadath l'inconnue - J'ai lu, coll. Science Fiction (longue nouvelle publiée tout d'abord dans le recueil Démons et merveilles)
- 1996 : Les Montagnes hallucinées - J'ai lu, coll. Science-Fiction (regroupe 2 nouvelles déjà publiées)
- 1997 : L'Abomination de Dunwich - J'ai lu, coll. Science-Fiction (regroupe 9 nouvelles publiées précédemment)
- 1997 : Les Rats dans les murs - Mille et une nuits, coll. La petite collection (nouvelle seule publiée tout d'abord dans le recueil Par-delà le mur du sommeil)
- 2005 : La Peur qui rôde - Gallimard, coll. Folio2€ (contient 3 nouvelles déjà publiées)
- 2008 : Celui qui chuchotait dans les ténèbres - Gallimard, coll. Folio2€ (nouvelle éditée seule)
- 2010 : Les Contrées du Rêve - Mnémos, (regroupe 13 nouvelles appartenant au Cycle du rêve, avec une traduction révisée par David Camus[13])
- 2012 : Polaris et autres nouvelles - Gallimard, coll. Folio2€
- 2012 : Cthulhu : le Mythe - Bragelonne, (regroupe 9 nouvelles appartenant au Mythe de Cthulhu, avec une traduction révisée par Maxime Le Dain et Sonia Quémener[14])
- 2013 : Les Montagnes hallucinées - Mnémos, (regroupe 6 nouvelles avec une traduction révisée par David Camus)
- 2015 : La Couleur tombée du ciel suivi de La Chose sur le seuil - Points (traduction révisée des 2 nouvelles par François Bon)
- 2015 : Cthulhu : le Mythe - Livre II - Bragelonne, (regroupe 13 nouvelles appartenant au Mythe de Cthulhu, avec une traduction révisée par Arnaud Demaegd.
- 2016 : Cthulhu : le Mythe - Livre III - Bragelonne, (regroupe 11 nouvelles appartenant au Mythe de Cthulhu, avec une traduction révisée par Arnaud Demaegd.